# Intocabilitat

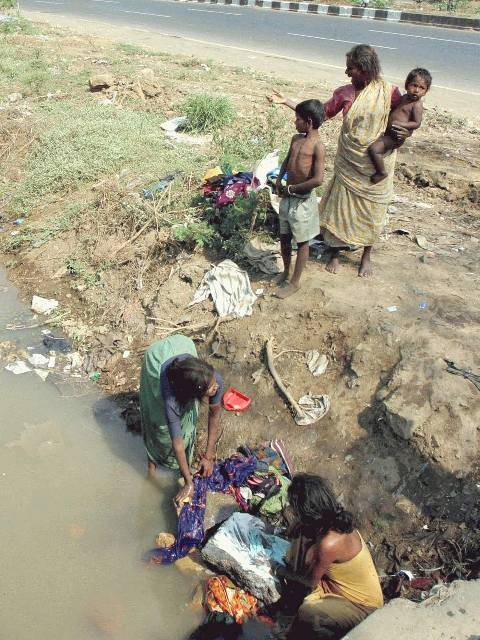
La intocabilitat és causa directa de la pèrdua del nivell de vida, o de la vida, en molts estats de l'Índia

La intocabilitat és un concepte derivat del sistema social de castes, que consisteix a considerar un determinat grup humà com a "impur" i, per tant, "intocable". Aquesta visió és especialment arrelada en l'hinduisme, tot i que també existeixen conceptes similars en altres cultures. A diferència de l'apartheid o el racisme, la intocabilitat existeix entre individus d'un mateix color de pell, ètnia o religió, i pot donar-se entre individus alhora marginats per les classes superiors.
Si bé la intocabilitat parteix de creences espirituals i religioses que consideren respectar un determinat "ordre natural" del món, en la pràctica genera i manté un estat de discriminació, marginació, pobresa, analfabetisme i violència estructurals i sistèmiques, i com en moltes altres exclusions socials, les dones i els nens en són sovint els més perjudicats.
La lluita institucional contra aquest fenomen és manifestament insuficient per l'arrelament profund del concepte en les mentalitats.

## Intocabilitat a l'Índia
La societat índia es divideix tradicionalment en quatre classes principals (o varnes) sancionades per la religió hindú. Aquestes són, en ordre decreixent de prestigi (altrament dit, dels més "purs" vers els que menys): els brahmans, vinculats al sagrat: sacerdots, professors, estudiosos; els kxatriyes, vinculats al poder temporal: reis, prínceps i guerrers; els vaïxyes (també dits arya): artesans, comerciants, agricultors i pastors; els xudres: servidors dels tres primers grups. No hi ha cap cinquena classe, hi ha simplement un gran nombre d'individus que no estan inclosos en cap d'aquests grups, els paraiyars.
En paral·lel, existeix la noció de jati, la "casta" pròpiament dita, que es veu determinada de manera hereditària pel naixement dins d'un grup professional determinat. Així, els paraiyars, que no exerceixen les activitats "pures" incloses en els quatre varnes (religiositat i ensenyament, govern, comerç i agricultura, etc), queden relegats a les activitats considerades religiosament com a "impures", cosa que fa que se'ls consideri com a "intocables", ja que a causa d'aquestes activitats, el simple fet de tocar-los podria contaminar les persones de castes superiors.

### Denominacions
Els paraiyars (o 'fora de casta') reben diverses denominacions:
- Intocable: aquest concepte no està sancionat per la religió hindú, ja que cap llibre sagrat no l'esmenta.
- Pària: el nom prové de l'anglès pariah, una forma abreujada de paraiyar.
- Dàlit: denominació proposada pel gran líder dels intocables Bhimrao Ramji Ambedkar;[1] el nom vol dir, en sànscrit i literalment, 'oprimit' o 'trencat'. L'organització Navsarjan l'ha redefinit com aquell qui creu en la igualtat, que la practica i que combat la desigualtat.[2]
- Harijan: literalment 'home' o 'fill de Déu', nom creat per Gandhi. Els anys 1932 i 1933 va promoure campanyes en contra de la intocabilitat.[3]

Els adivasis, per exemple, són un col·lectiu de l'Índia que pateix la intocabilitat.

### Discriminacions

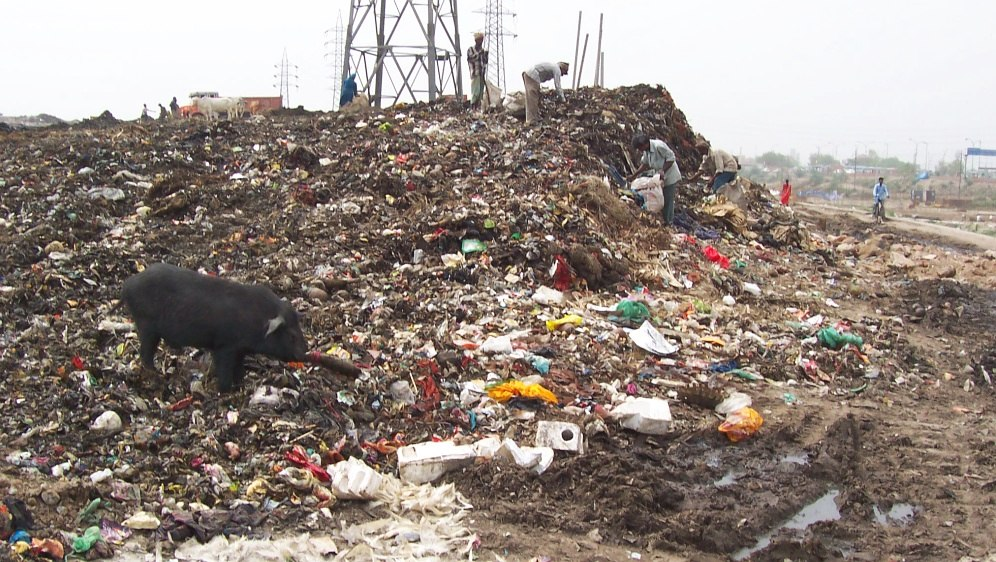
Les feines més denigrants són delegades en els intocables, com aquests homes d'un femer de Nova Delhi

Els intocables han estat els encarregats de les feines més "impures i contaminades" segons els paràmetres de castes, és a dir, les més degradants, i una quarta part d'ells s'hi dediquen: neteja manual de latrines i d'escombraries, excavació de tombes, escorxament d'animals morts, adobament de cuir, reparació de sabates, rentada de roba, pesca i cacera, naixements (les llevadores són intocables), etc. Les altres tres quartes parts tenen feines agrícoles com a temporers (no pas com a propietaris de les terres). A conseqüència d'això, se'ls obliga a residir als afores de les poblacions on les infraestructures com la canalització d'aigua potable, electricitat, etc., i el transport públic són de baixa qualitat o inexistents.
En un estudi portat a terme en 565 poblacions d'11 estats indis, es van enregistrar pràctiques discriminatòries com les que s'expliquen a continuació: prohibició d'entrar a botigues (productes i diners es transfereixen sense contacte físic), prohibició d'entrar a temples religiosos o d'escoltar les lectures dels textos religiosos, prohibició de pas als camins principals de les poblacions, prohibició d'usar pous públics d'aigua potable, exclusió sistemàtica dels millors llocs de treball, retribucions menors, prohibició de matrimoni amb persones d'una casta superior, prohibició d'entrar a llars de castes superiors, prohibició d'anar amb bicicleta o portar paraigua o sandàlies davant castes superiors, obligació de seure a llocs separats als restaurants, prohibició d'utilitzar els mateixos gots i coberteria que les castes dominants, etc.
L'exclusió arriba al sistema educatiu. El problema no és només la distància als centres d'educació i la manca de transport, sinó l'estigma i els prejudicis que suposen la intocabilitat. Com es va posar de manifest en un estudi d'UNICEF a Gujarat (no és dels estats indis més afectats), hi ha proves de segregació, marginació i denigració reals en infants Dalit a les escoles primàries. Per exemple, seuen a part o al darrere dels nens de castes superiors, reben insults que no reben els altres nens, els professors poden arribar a tractar-los de manera humiliant i pot ordenar-los tasques de neteja de l'aula. En definitiva, els infants acostumen a acabar creient que són inferiors, pitjors, menys intel·ligents i més dolents que els altres nens.
Tot plegat fa que caiguin en una espiral de pobresa (la meitat estan per sota del llindar de pobresa) i analfabetisme (62% segons el cens de 2001), de la qual es fa difícil sortir. Després de 3.000 anys d'immersió en el sistema de castes, l'exclusió i la injustícia les acaben veient normals, naturals, correctes i justificades (per exemple, pels pecats de vides passades, tal com està escrit al Manu Smriti), des d'abans del naixement fins a la mort (també són enterrats a part).
Al cens de 2001 de l'Índia, es va comptabilitzar un 16% de la població, això és, 167 milions de persones, pertanyents als intocables (scheduled caste). Els estats més afectats són Andhra Pradesh, Bihar, Madhya Pradesh, Orissa, Rajasthan i Uttar Pradesh.

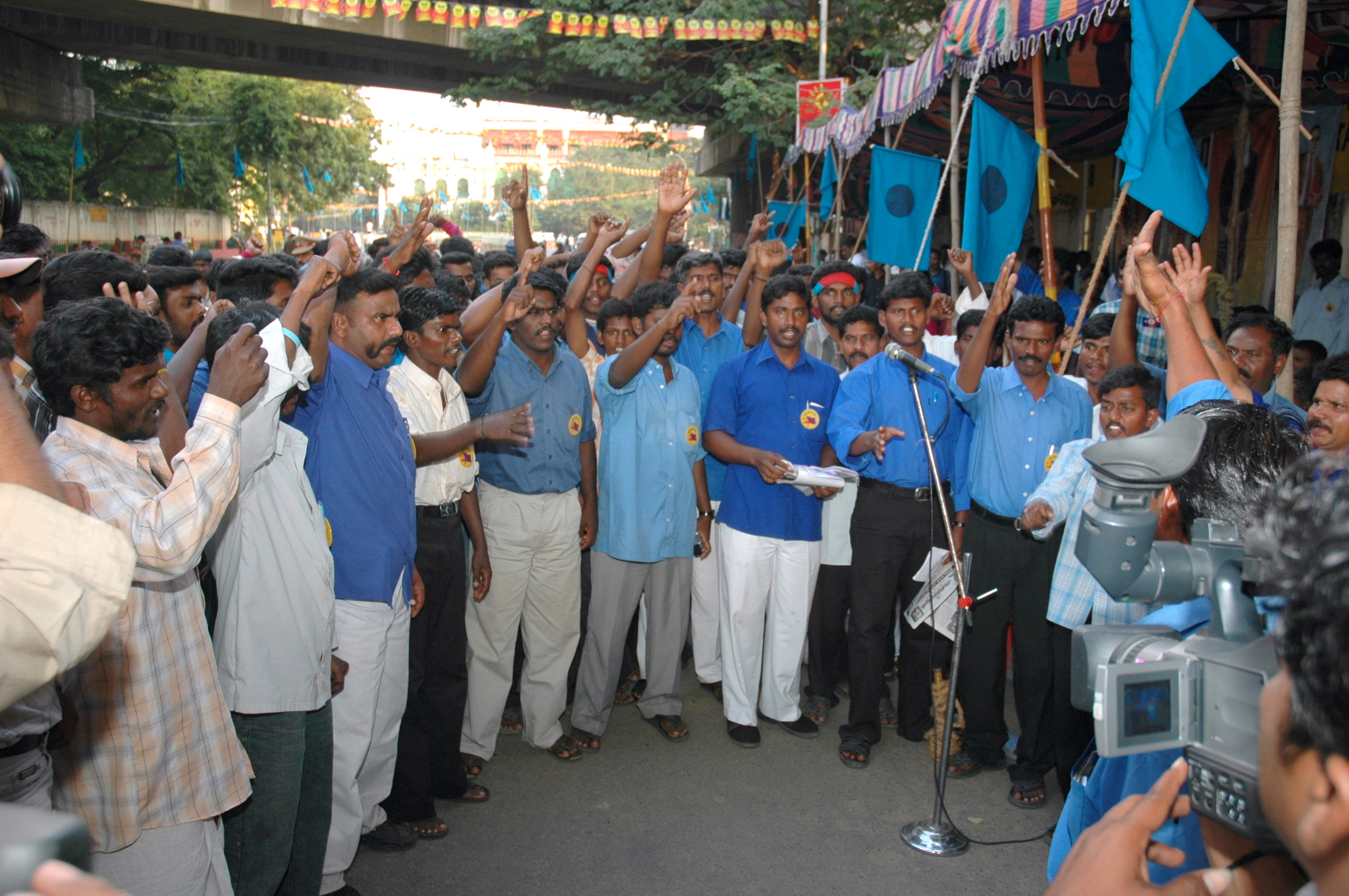
Protesta a Chennai el 2005 per erradicar la recollida manual de fem. Les protestes pels drets civils han fet augmentar les respostes violentes.

### Lluita contra la intocabilitat
Des de la formació de l'Índia s'han fet esforços per erradicar la intocabilitat, com les campanyes de Gandhi als anys 30. L'actual Constitució de l'Índia de 1950, al seu article 17, estableix que la intocabilitat està abolida i la seva pràctica en qualsevol forma està prohibida:
| « | "La "intocabilitat" queda abolida i la seva pràctica en qualsevol forma està prohibida. L'execució de qualsevol discriminació que sorgeixi contra un "intocable" serà un delicte punible d'acord amb la llei. | » |

Des dels anys 50 fins als 80, es van implementar polítiques i programes que centraven l'atenció en el desenvolupament social i econòmic. Posteriorment, es va introduir polítiques més enfocades als drets humans i drets civils, i com a tals s'està emfasitzant en l'educació. Les lleis índies reserven determinats percentatges de càrrecs institucionals als intocables. Mesures com la Schedule Caste and Schedule Tribe (Prevention of Atrocities) Act ('Acta per a la prevenció d'atrocitats relacionades amb el sistema de castes') de 1989 intenten lluitar contra la violència que es produeix quan els intocables transgredeixen les prohibicions. La lluita internacional continua donant pasos, com la conferència de Durban contra el racisme de 2001.
Però l'opressió i la discriminació continuen, tal com va denunciar el president K.R. Narayanan l'any 2000, sota la connivència i passivitat de les institucions públiques i de la policia. Qualsevol intent de ruptura d'aquestes prohibicions per part d'un individu pot acabar en càstigs violents, tortures i assassinats contra la comunitat Dàlit, amb impunitat dels agressors. Les atrocitats han augmentat en les darreres dècades paral·lelament a l'augment de les protestes i de la desobediència.

## Altres intocables
Es calcula que hi ha desenes de milions més en altres països del sud-est asiàtic, en correlació a la proporció de població hinduista. Així, hom hi troba intocabilitat al Nepal (20% de la població), Pakistan, Sri Lanka (sobretot la regió tàmil) i Bangladesh, i en la diàspora índia a Sud-àfrica, Maurici, Fiji, Surinam, Carib, etc.
La intocabilitat també la pateixen grups humans sense relació amb l'hinduisme, però amb sistemes de castes, com els buraku o burakumin al Japó, els baekjeong a Corea, hutus i tutsis al centre d'Àfrica, al-Akhdam al Iemen, etc.